# Tante Arie
Pour les articles homonymes, voir Arie (homonymie).

Tante Arie avec son âne Marion, chargé de cadeaux de Noël pour les enfants.

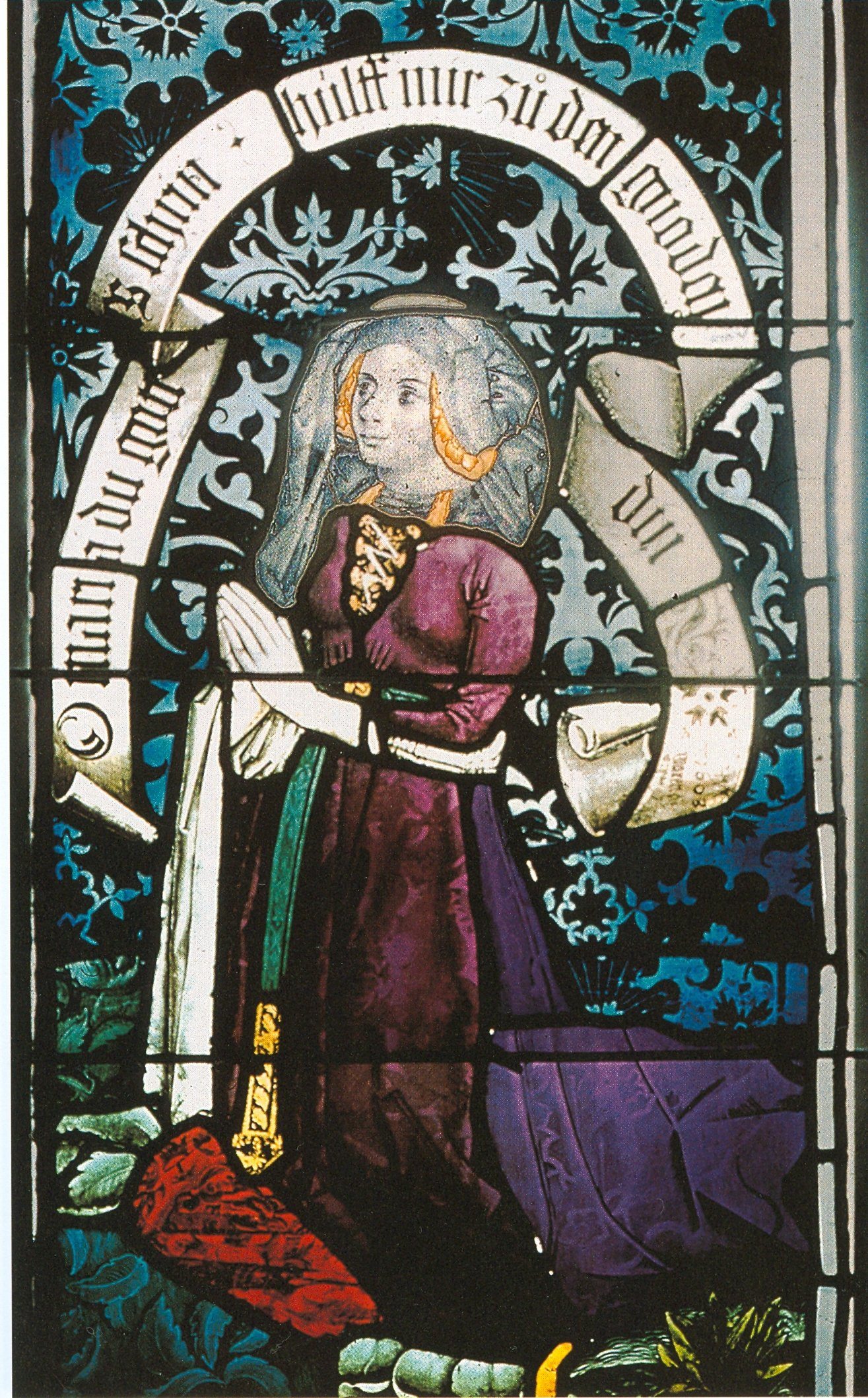
La comtesse Henriette de Montbéliard (1387-1444).

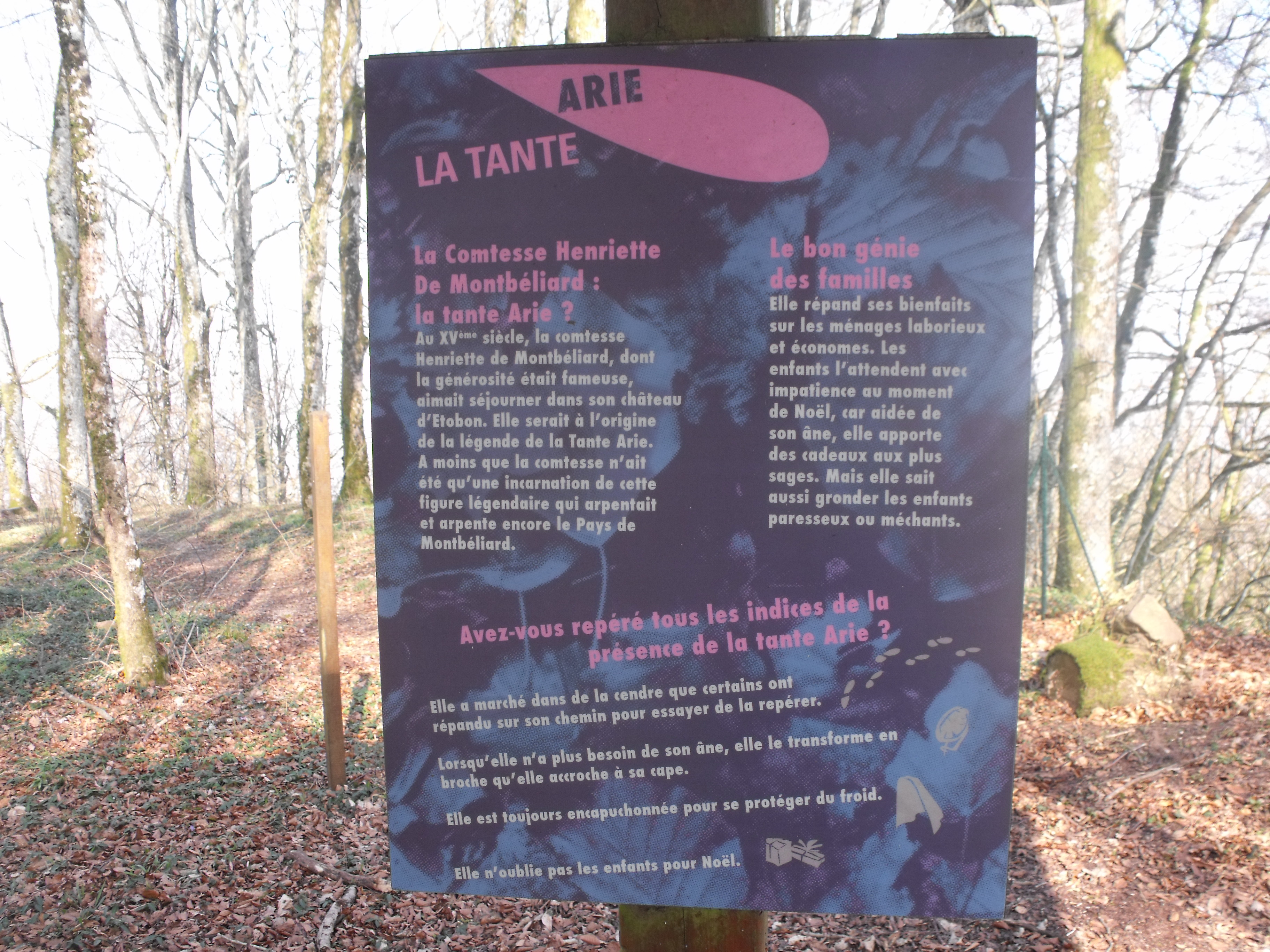
Panneau d'information sur Tante Arie

Tante Arie ou Tante Airie est une bonne fée du folklore de Franche-Comté et du canton du Jura en Suisse. Elle est lors de la fête de Noël, le substitut du Père Noël, et de Saint-Nicolas dans l'ancien comté de Montbéliard,.

## Historique
La tante Arie est, selon la légende, une réincarnation de la bienfaitrice et regrettée comtesse Henriette de Montbéliard (1387-1444). En 1407, la comtesse héritière du comté de Montbéliard épouse le comte Eberhard IV de Wurtemberg du comté de Wurtemberg. Le comté de Montbéliard dépend alors du Saint-Empire romain germanique voisin du XVe siècle jusqu'au XVIIIe siècle. En 1419 après la disparition de son époux, la comtesse Henriette de Wurtemberg continue de gouverner seule les comtés de Montbéliard et de Wurtemberg. Elle règne en bienfaitrice sur le comté de Montbéliard jusqu'à sa disparition en 1444 au château d'Étobon. Au cours des dernières années de sa vie, elle donne de nombreuses preuves de protection et de générosité aux habitants méritants de son comté.

## Légende de Noël et autres
Une légende locale fait d'elle une bonne fée protectrice du pays de Montbéliard, vêtue en paysanne, avec son âne Marion chargé de cadeaux de Noël pour les enfants, substitut à Noël du Père Noël et de Saint-Nicolas sous le nom de tante Arie ou Airie dans le Pays de Montbéliard. 
Bon nombre de contes ou de légendes ont été écrits à son sujet. Sous des déguisements divers, elle demande souvent l’hospitalité pour connaître les gens et encourager les ménages vertueux, travailleurs, soigneux et charitables. Elle apparaît notamment au marché de Noël de Montbéliard.
Tante Arie est l'instar de la fée Befana italienne, un exemple de substitut féminin au Père Noël, une sorte de « Mère Noël ».